# Greatest Hits (Mariah Carey)
Greatest Hits è l'undicesimo album della cantautrice statunitense Mariah Carey, uscito negli Stati Uniti il 4 dicembre 2001 dalla Columbia Records. Si tratta del secondo greatest hits della cantautrice , pubblicato su due CD.

## Tracce
CD 1
1. Vision of Love – 3:31 (Mariah Carey, Ben Margulies)
2. Love Takes Time – 3:51 (Mariah Carey, Ben Margulies)
3. Someday – 4:08 (Mariah Carey, Ben Margulies)
4. I Don't Wanna Cry – 4:51 (Mariah Carey, Narada Michael Walden)
5. Emotions – 4:10 (Mariah Carey, David Cole, Robert Clivillés)
6. Can't Let Go – 4:29 (Mariah Carey, Walter Afanasieff)
7. Make It Happen – 5:09 (Mariah Carey, David Cole, Robert Clivillés)
8. I'll Be There (feat. Trey Lorenz) – 4:26 (Berry Gordy, Bob West)
9. Dreamlover – 3:55 (Mariah Carey, Dave Hall)
10. Hero – 4:20 (Mariah Carey, Walter Afanasieff)
11. Without You – 3:37 (Peter Ham, Tom Evans)
12. Anytime You Need a Friend – 4:27 (Mariah Carey, Walter Afanasieff)
13. Endless Love (feat. Luther Vandross) – 4:21 (Lionel Richie)
14. Fantasy – 4:04 (Mariah Carey, Chris Frantz, Tina Weymouth, Dave Hall, Adrian Belew, Steven Stanley)

CD1: bonus track per il Giappone
1. Open Arms – 3:30 (Steve Perry, Jonathan Cain)
2. Music Box – 4:57 (Mariah Carey, Walter Afanasieff)
3. All I Want for Christmas Is You – 4:02 (Mariah Carey, Walter Afanasieff)

CD 2
1. One Sweet Day (feat. Boyz II Men) – 4:43 (Mariah Carey, Walter Afanasieff, Michael McCary, Nathan Morris, Wanya Morris, Shawn Stockman)
2. Always Be My Baby – 4:20 (Mariah Carey, Jermaine Dupri, Manuel Seal Jr)
3. Forever – 4:01 (Mariah Carey, Walter Afanasieff)
4. Underneath the Stars – 3:35 (Mariah Carey)
5. Honey – 5:02 (Mariah Carey, Sean Combs, Kamaal Fareed, Steven Jordan, Stephen Hague, Bobby Robinson, Larry Price, Malcolm McLaren)
6. Butterfly – 4:36 (Mariah Carey, Walter Afanasieff)
7. My All – 3:53 (Mariah Carey, Walter Afanasieff)
8. Sweetheart (feat. Jermaine Dupri) – 4:24 (Rainy Davis, Peter Warner)
9. When You Believe (feat. Whitney Houston) – 4:36 (Mariah Carey, Walter Afanasieff)
10. I Still Believe – 3:57 (Antonina Armato, Giuseppe Cantarelli)
11. Heartbreaker (feat. Jay-Z) – 4:48 (Mariah Carey, Lincoln Chase, Jeffrey Cohen, Shirley Elliston, Jay-Z, Narada Michael Walden)
12. Thank God I Found You (feat. Joe & 98 Degrees) – 4:20 (Mariah Carey, Jimmy Jam, Terry Lewis)
13. Can't Take That Away (Mariah's Theme) – 4:34 (Mariah Carey, Diane Warren)

CD 2: bonus track
1. Against All Odds (Take a Look at Me Now) (feat. Westlife) – 3:21 (Phil Collins)
2. All I Want for Christmas Is You (So So Def Remix feat. Lil' Bow Wow & Jermaine Dupri) – 3:43 (Mariah Carey, Walter Afanasieff)
3. Never Too Far/Hero Medley – 4:48 (Mariah Carey, Walter Afanasieff, James Harris, Terry Lewis)